# 象徴君主制
象徴君主制（英語: symbolic monarchy）は、君主が統治権の行使に関与せず象徴化している制度、君主が主権を全く失って象徴的な意義を持つにとどまる制度をいう。

## 概要
「象徴君主制」とは佐藤功の定義では「君主の存在を認めながら、その君主は国政に関する機能をもたず、単に精神的・心理的に国民の統合・国家の永続性を象徴する機能のみをもつとされる君主制」である。多くの場合、スウェーデン憲法における君主制に対して使用されている。また、日本国憲法下の象徴天皇制も含まれる。「象徴君主制」は、立憲君主制（広義）の一種だが、国民主権に基づく君主制とされる。制限君主制の一種である立憲君主制（狭義）とは、大幅に異なるとの見解もある。
下條芳明は著書『象徴君主制憲法の20世紀的展開 - 日本とスウェーデンとの比較研究』で、両国の憲法を「象徴君主制憲法」と呼んだ。また、西洋君主制の歴史的類型を以下に分類し、「象徴君主制」は「従来の立憲君主制とは憲法構造を全く異にする国民主権に基づく君主制」と位置付けた。
1. 選挙君主制 - 中世期まで。次期国王を選挙により選出する君主制。イングランド、フランス、ドイツ、ハンガリー、ポーランド、スウェーデン、デンマークなど。
2. 絶対君主制 - 近世以降。君主の権力は王権神授説を根拠に統治の全機能を保持し、憲法など世俗の法により拘束されない。イングランド（チューダー朝以降）、フランス（ブルボン朝）、スウェーデン（ヴァーサ朝以降）、ロシア（ロマノフ朝）など。
3. 立憲君主制 - 18世紀末以降。広義には君主権が憲法により制限される体制だが、狭義には「君主は君臨しかつ統治する」原則により、憲法による明示的制限以外は君主の権限と推定された。ドイツ諸邦憲法および帝政ドイツ憲法、その影響下の大日本帝国憲法、東欧・バルカン諸国など。
4. 議会主義的君主制 - イギリスで発達し完成。「君主は、君臨すれども統治せず」との原則。君主は国家的権威の源泉で、憲法上は政治的権限を保持するが、実際には行使しない。西欧・北欧の現代君主制など。
5. 調整権的君主制 - 19世紀、フランス型の立憲君主制。バンジャマン・コンスタンの調整権理論により、君主は三権から独立した中立の立場で、三権間での秩序喪失・対立時に、調整と均衡回復を職務とする。1824年ブラジル憲法（ポルトガル語版）など。
6. 象徴君主制 - 第二次世界大戦後に登場した、従来の立憲君主制とは憲法構造を全く異にする国民主権に基づく君主制。日本国憲法（1946年）の象徴天皇制と、これを発展させたスウェーデン憲法（1974年）の君主制。

また、金子勝は著書『日本国憲法の原理と国家改造構想』で、今日の天皇は「『議会主義的君主制』よりも、もっと民主的な『象徴君主制』」と記した。